# Heinz Gamper
Heinz Gamper (* 3. Dezember 1949 in Marling) ist ein Südtiroler Zitherspieler, Pianist und Akkordeonist.

## Leben
Heinz Gamper wurde am 3. Dezember 1949 in Marling geboren. Er tritt seit 1976 mit der Zither bei unzähligen Auftritten auf, unter anderem vor Sandro Pertini, Franz Josef Strauß, Luis Trenker, Papst Johannes Paul II., Joe Cocker, der Familie des kasachischen Präsidenten Nursultan Nasarbajew oder im Hôtel Ritz in Paris 1996. Neben der Zither beherrscht er Xylophon, Ziehharmonika, Gitarre, Trompete, Klavier, Akkordeon, Raffele und Mandoline. Er absolvierte sein Musikstudium (Klavier und Trompete) in Bozen, war 1970 Trompeter bei der Heeresmusikkapelle in Rom und Kapellmeister der Musikkapelle Marling. Fernsehauftritte beinhalten „Großem Preis“ und zahlreiche ZDF Sonntagskonzerte. Sein Repertoire reicht von der Klassik über Filmmusik, Musical bis zum volkstümlichen Schlager und der echten Volksmusik. In Südtirol moderierte er über 120 Sendungen bei TVS und hat eine Zitherschule mit Lernvideo bei Koch Music herausgegeben. Heinz Gamper trat zudem bei der Südtiroler Vorentscheidung beim Grand Prix der Volksmusik 2008 mit dem Lied „Ein Liebeslied“ an. Seit 2010 moderiert er die Sendung „Klingendes Südtirol“ bei Rai Südtirol.
Heinz Gamper ist verheiratet und Vater von 4 Kindern.

## Diskografie
- Zauber der Zither
- Zitherklänge aus Tirol
- Weihnacht in Südtirol (1989)
- Zithergrüße aus Südtirol
- Zauberhafte Zithermelodien
- Zither-Weihnacht mit Heinz Gamper (1994)
- Filmmusik auf der Zither
- Lustige Liebes- und Lumpenlieder
- Zaubermelodien
- Klassik und Klassiker (2002)
- Ein Abend mit Heinz Gamper (2003)
- Bunt gemischt… (2004)
- Die singende Zither (2005)
- Goldene Zitherklänge aus Südtirol
- Fröhliche Zitherklänge
- Heinzigartig
- Welthits im Zithersound (2008)